# Dieter Falk

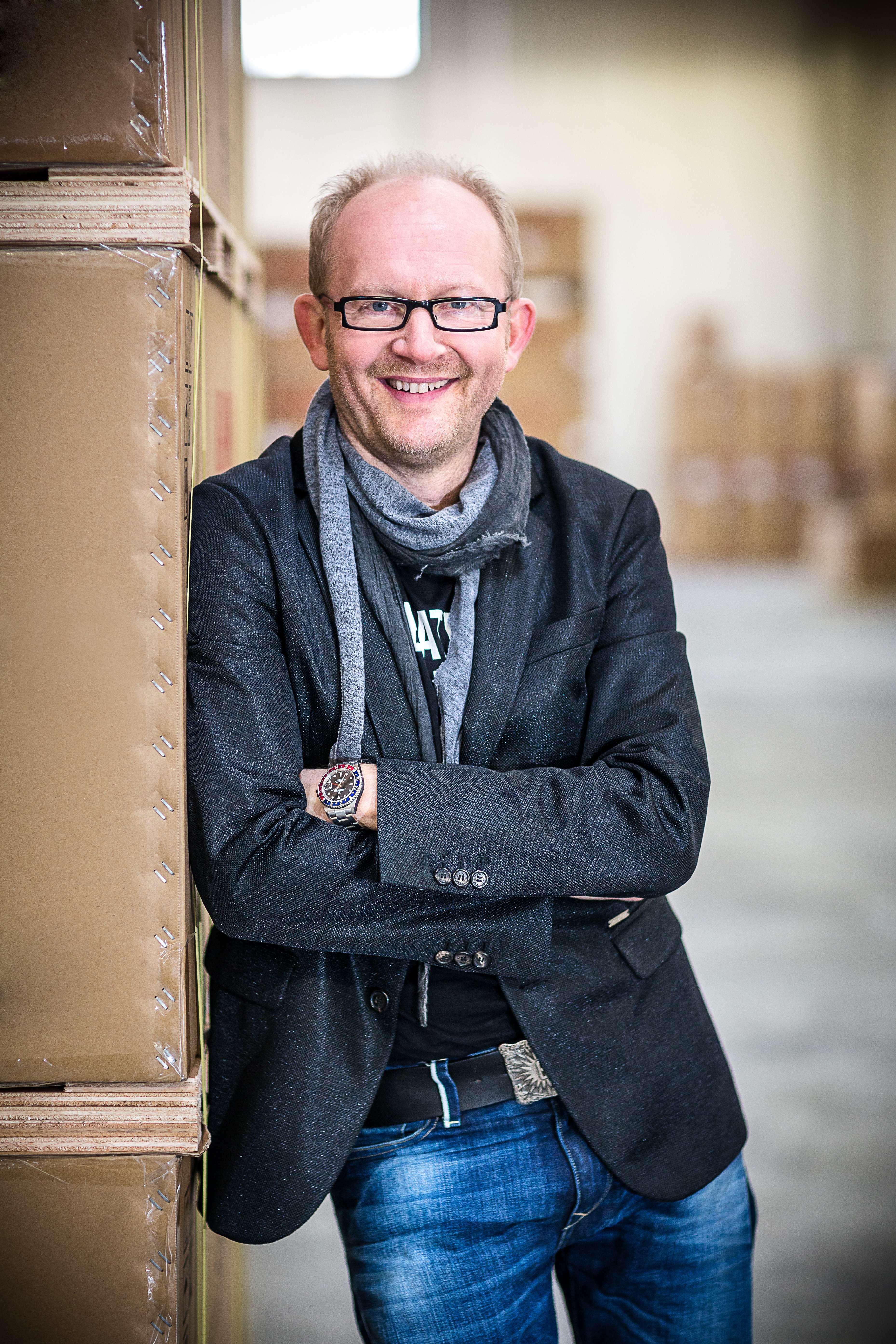
Dieter Falk (2013)

Dieter Falk (* 5. Dezember 1959 in Klafeld-Geisweid, heute Siegen) ist ein deutscher Musikproduzent, Keyboarder, Arrangeur und Komponist.

## Leben
Den ersten Klavierunterricht erhielt er im Alter von sechs und Geigenunterricht mit elf Jahren. Nach dem Schulabschluss im Evangelischen Gymnasium Siegen-Weidenau studierte er von 1979 bis 1985 Jazz, Kirchenmusik und Schulmusik an der Musikhochschule Köln – im Hauptfach Klavier, im Nebenfach Saxophon. Zu dieser Zeit begleitete er mit seiner Rhythmusgruppe unter anderem die religiösen Konzerte der ehemaligen Schlagersängerin Inge Brück, die im Jahr 1982 auf Alben veröffentlicht wurden.
1985 erschienen seine ersten Soloplatten On Time und Instrumental Journey, auf denen er Kirchenchoräle präsentierte. Darüber hinaus begleitete er Künstler wie Gitte Hænning, Katja Ebstein, Amy Grant, Kenny Rogers und Edwin Hawkins als Studiomusiker und wurde mehrmals vom Fachblatt Musikmagazin zum Keyboarder des Jahres gekürt.
Bei Wolfgang Schmids Jazz-Rock Formation „Kick“ spielte er von 1989 bis 1992 unter anderem zusammen mit Billy Cobham, Nippy Noya, Peter Wölpl und Wolfgang Haffner. Ein Auftritt wurde unter anderem bei der ARD-Sendung Ohne Filter aufgezeichnet.
1988 wurde das Stück Back to the Roots veröffentlicht, das vor allem als Unterlegmusik in der WDR 2-Hörfunksendung Schlagerrallye bekannt wurde. 1989 erschien das Jazz-Rock-betonte Album Dieter Falk, welches er zusammen mit Steve Lukather einspielte.
In den späten 80er Jahren arbeitete Falk als Produzent und Sessionmusiker in Los Angeles und Nashville unter anderem zusammen mit Abe Laboriel, Alex Acuña, Lee Konitz, Jerry Hey, Chuck Findley und Dann Huff.
Bis 1990 produzierte er über 100 Langspielplatten aus der christlichen Szene, besonders bei dem Label (Verlag) Pila Music. Häufig ist er hier auch als Keyboarder und/oder Arrangeur an den Aufnahmen beteiligt.
Ab 1990 wurde er Produzent der Gruppe Pur, mit der er mehrmals die Spitzenposition der deutschen Verkaufslisten erreichte, darunter mit dem Millionenseller Abenteuerland. Daneben produzierte er die Top-20-Erfolge in Deutschland One to Make Her Happy (Platz 14) von Marque, und Kribbeln im Bauch (Platz 16) von Pe Werner. Weitere Produzentenerfolge gab es mit Patricia Kaas, Brings, Nazareth, Roger Chapman, Guildo Horn, Reba McEntire, Marshall & Alexander, Paul Young, Karel Gott und Nana Mouskouri, Nino de Angelo, Francine Jordi, Detlev Jöcker & Delirious.
1994 veröffentlichte er seine zweite Klavierschule „Rock-Pop-Piano Workshop“ beim Voggenreiter-Verlag, eine Zusammenfassung seiner Pianowork-Kolumne der Zeitschrift „Keyboards“.
Falk hat ein eigenes Label (Stereo Wonderland) und wurde sechsmal für den Echo als erfolgreichster Produzent nominiert. Mit mehreren Musikprojekten konnte Falk über 50 Platin- und Goldene Schallplatten – für mehr als 20 Millionen verkaufte Tonträger – gewinnen.
Von August bis November 2006 war er Jurymitglied in der ProSieben-Sendung Popstars, aus der die Girlgroup Monrose hervorging. Am Debütalbum Temptation (Platz 1) war Falk als Koproduzent beteiligt. Auch in der sechsten Staffel des Castingformats, Popstars on Stage, begleitete er die Kandidaten als Vocalcoach und Jurymitglied. 2006 veröffentlichte er das Soloalbum „A Tribute to Paul Gerhardt“, mit dem er den Impala-Award für über 30.000 verkaufte CDs bekam. Gastmusiker war neben anderen Till Brönner.
Im Jahr 2008 produzierte und komponierte er das Comeback-Album von Daliah Lavi und begleitete die israelische Sängerin im Frühjahr 2009 als musikalischer Direktor auf ihrer Abschiedstournee durch zwölf deutsche Städte.
2009 schrieb er zusammen mit Michael Kunze das Pop-Oratorium Die 10 Gebote, das am 17. Januar 2010 im Rahmen der Kulturhauptstadt Ruhr 2010 in der Dortmunder Westfalenhalle mit einem Chor aus 2500 Sängerinnen und Sängern, Sinfonieorchester und namhaften Solisten uraufgeführt wurde. Im selben Jahr komponierte er die Borussia-Dortmund-Jubiliäms-Hymne Schon seit 100 Jahren (interpretiert vom BVB-Jahrhundertchor), die sich bis auf Platz 80 der Deutschen Charts platzieren konnte. Anfang 2011 komponierte Falk zusammen mit der Band Bilk den offiziellen Werbesong zum Eurovision Song Contest in Düsseldorf: Tanzen (Der Rhythmus meiner Stadt). Bei dem Projekt Die Priester (Charts: Top 20 im November 2011) war Falk als Bearbeiter, Komponist und Koproduzent etlicher Titel beteiligt. Ebenfalls im Herbst 2011 erschien in Zusammenarbeit mit seinen Söhnen, Paul Falk und Max Falk, das Album Celebrate Bach von Falk & Sons, das den „Jazz-Award“ für 20.000 verkaufte CDs bekam.
Am 23. Februar 2013 hatte sein Musical Moses (Librettist: Michael Kunze) Uraufführung am Theater St. Gallen. Das Musical basiert auf dem Poporatorium Die 10 Gebote und ist eine Auftragsarbeit der Creativen Kirche, einer musikalischen Initiative im Raum der Evangelischen Kirche in Deutschland (EKD). Im November 2013 erschien das zweite Falk & Sons Album TOCCATA, erneut Jazz & Pop-Arrangements von Johann Sebastian Bach. Mit diesem Programm touren Dieter Falk & Sons konzertant durch Deutschland und die Schweiz. 2015 veröffentlichte er sein Klavierbuch 23 Jazz & Pop Arrangements for Solo Piano. Im September 2015 hatte sein Musical Kennst du den Mythos? über den FC Schalke 04 Premiere im Musiktheater im Revier Gelsenkirchen. Sein – zusammen mit Librettist Michael Kunze geschriebenes – Pop-Oratorium Luther wurde am 31. Oktober 2015 in der Dortmunder Westfalenhalle uraufgeführt. Vom Februar bis Oktober 2017 tourte Luther mit über 30.000 beteiligten Sängerinnen und Sängern durch sieben deutsche Konzertarenen. Seit 2018 ist Falk musikalischer Leiter der „Rotkäppchen Nacht der Chöre“ in Freyburg, Sachsen. Die Weltpremiere von Falks Musical Bethlehem wurde im Mai 2020 verschoben und fand statt am 5. Dezember 2020 am 16. Dezember 2023 in Düsseldorf statt.
Für das Projekt Rockchor 60+ in Düsseldorf übernahm Dieter Falk die Schirmherrschaft.

## Privates
Falk ist seit 1985 mit seiner Frau Angelika verheiratet. Das Paar hat zwei Söhne, Max und Paul, zog 1985 ins Schwabenland, 2006 nach Düsseldorf und lebte lange Zeit in Holland. Sein Bruder Martin Falk ist Musikredakteur beim SWR. Falk versteht sich als Protestant und ist Mitglied der Evangelischen Kirche.

## Professur
Seit Oktober 2013 ist Falk mit einer halben Stelle Gastprofessor am Institut für Musik und Medien der Robert Schumann Hochschule Düsseldorf mit den Schwerpunkten Musikproduktion und Populargesang. Seit dem Wintersemester 2018 wurde die Stelle verlängert und in eine ordentliche Professur umgewandelt. Mit einer weiteren halben Stelle hat Falk seit dem Wintersemester 2016 eine Professur an der Evangelischen Popakademie in Witten. Mit Beginn des Wintersemesters 2019 wurde Falk hauptamtlicher Dozent für „Neue Geistliche Musik“ an der Hochschule für katholische Kirchenmusik und Musikpädagogik Regensburg. Er unterrichtet dort Dirigieren (Pop/Jazz-Chor), Musikproduktion und Gospel-Piano.

## Auszeichnungen
- Für seine Instrumental-Produktionen A Tribute to Paul Gerhardt (2006) und Volkslieder (2007) gewann er 2008 den Impala-Award (Silver).[17]
- „Klavierspieler des Jahres 2012“ vom Bundesverband Klavier e. V.[18][19][20]

## Soziales Engagement
Falk engagiert sich als Arche-Botschafter für das Kinder- und Jugendhilfswerk „Die Arche“.

## Diskografie

### Soloalben
- 1985: On Time (Internationale Ausgabe: Instrumental Journey)
- 1987: Today
- 1989: Dieter Falk
- 1992: Colours
- 1994: Instrumental Collection
- 2007: Volkslieder
- 2007: A Tribute to Paul Gerhardt
- 2017: A Tribute to Martin Luther
- 2023: German Songbook

### Projekte
- 2010: Die 10 Gebote (Pop-Oratorium)
- 2011: Celebrate Bach (Falk & Sons)
- 2012: Celebrate Bach – Christmas Edition (Falk & Sons)
- 2013: Moses (Musical)
- 2013: Toccata (Falk & Sons)
- 2015: Klavierbuch „23 Jazz & Pop Arrangements for Solo Piano“
- 2015: Kennst Du den Mythos (Musical)
- 2015: Luther (Musical)
- ab 2017: Rotkäppchen „Nacht der Chöre“ (Chorprojekt)
- 2020: Bethlehem (Musical)

## Bücher
- Backstage: Von PUR, Popstars und den 10 Geboten (Autobiographie), bene! Verlag, München 2019, ISBN 978-3-96340-034-6.

## Produktionen
Dieter Falk produzierte unterschiedliche deutsche und internationale Künstler und Bands:
(alphabetische, aber nicht vollständige Auflistung)
- Arno & Andreas
- Brings
- Detlev Jöcker
- Delirious?
- Die Uliz
- Francine Jordi
- Guildo Horn
- Juliane Werding
- Karel Gott
- Marque
- Marshall & Alexander
- Monrose als Koproduzent
- Nana Mouskouri
- Nazareth
- Nino de Angelo
- Patricia Kaas
- Paul Young
- Pe Werner
- Pur
- Roger Chapman
- Reba McEntire
- Stephan Hollstein
- Two Remarks